# Martine Dumont-Mergeay
Martine Dumont-Mergeay est une journaliste et critique musicale belge à La Libre Belgique, l'un des principaux quotidiens belges, à l'hebdomadaire Le Vif/L'Express et sur Musiq'3, chaîne classique de la Radio-télévision belge de la Communauté française.

## Biographie
Née à Bruxelles en 1945, Martine Dumont-Mergeay étudie le chant et le piano en cours privé et à l'Académie de Bruxelles sans toutefois envisager une carrière musicale. Elle effectue des études d’infirmière à Louvain et à l’Université libre de Bruxelles puis une licence en criminologie à la Faculté d’Anthropologie sociale de Lyon. Lors d'un séjour à Bénarès, en Inde, elle effectue encore des études musicales à la Benares Hindu University.
De retour en Belgique, elle travaille au Centre de Santé Mentale d’Uccle, puis à la fondation Infor-Drogues, et collabore au service de psychiatrie des Cliniques universitaires Saint-Luc, avec le professeur Léon Cassiers.
Parallèlement, elle organise des concerts de musique indienne avec notamment Ravi Shankar et des tournées de conférences sur le sujet. En 1984, elle fonde Opus3, puis le Festival des Midis-Minimes. Quatre ans plus tard, elle entre comme critique musicale à l’hebdomadaire La Cité.
En 1989, c’est la fondation de La Jeune Philharmonie, un orchestre national de jeunes musiciens qui se destinent au métier de la musique. Deux ans plus tard, elle entre au journal La Libre Belgique. En 1995, elle lance le Printemps baroque du Sablon puis prend la direction artistique du Grand Carrousel du Sablon.
Coauteure du feuilleton radiophonique Silence mortel à Endenich qui se penche sur la mort de Robert Schumann, diffusé sur la chaîne Musiq'3 en septembre 2012, elle y est aussi, depuis 2013, invitée permanente de l'émission La Table d'écoute où elle côtoie régulièrement le musicologue Harry Halbreich.